# Coniochlorops obliquefasciata
Coniochlorops obliquefasciata är en tvåvingeart som beskrevs av Frey 1923. Coniochlorops obliquefasciata ingår i släktet Coniochlorops och familjen fritflugor. Inga underarter finns listade i Catalogue of Life.